# DDR-Fußballmeisterschaft der Junioren 1961
Die DDR-Fußballmeisterschaft der Junioren 1961 war die 12. Auflage dieses Wettbewerbes, der vom Jugendausschuß der Sektion Fußball (DDR) durchgeführt wurde. Der Wettbewerb begann am 28. Mai 1961 mit der Vorrunde und endete am 15. Juli 1961 mit dem Titelgewinn vom SC Rotation Leipzig, die im Wiederholungsspiel des Finales gegen den SC Aufbau Magdeburg gewann.

## Teilnehmende Mannschaften
An der DDR-Fußballmeisterschaft der Junioren (A-Jugend) für die Altersklasse (AK) 16–18 nahmen die Bezirksmeister der 14 Bezirke auf dem Gebiet der DDR sowie der Meister aus Ost-Berlin teil. Spielberechtigt waren Spieler bis zum 18. Lebensjahr (Stichtag: 1. September 1942 bis 31. August 1944).
Folgende Mannschaften qualifizierten sich für die DDR-Fußballmeisterschaft der Junioren:
| - Bezirk Rostock SC Empor Rostock - Bezirk Schwerin BSG Aufbau Boizenburg - Bezirk Neubrandenburg BSG Lokomotive Waren-Rethwisch - Bezirk Potsdam BSG Motor Luckenwalde - Ost-Berlin TSC Oberschöneweide | - Bezirk Frankfurt (Oder) TSG Fürstenwalde - Bezirk Magdeburg SC Aufbau Magdeburg - Bezirk Halle SC Chemie Halle - Bezirk Leipzig SC Rotation Leipzig - Bezirk Cottbus SC Aktivist Brieske-Senftenberg | - Bezirk Dresden SG Dynamo Dresden - Bezirk Karl-Marx-Stadt SC Motor Karl-Marx-Stadt - Bezirk Erfurt SC Turbine Erfurt - Bezirk Gera SC Motor Jena - Bezirk Suhl BSG Motor Oberlind |

## Modus
Die Bezirksmeister wurden in der Vorrunde in sechs Staffeln aufgeteilt und spielten nach dem Modus „Jeder gegen Jeden“ die Teilnehmer für die Zwischenrunde aus. In dieser ermittelten die sechs Staffelsieger der Vorrunde in zwei Staffeln zu je drei Mannschaften in einer einfachen Runde die Finalteilnehmer.
Das Finale wurde auf einem neutralen Platz ausgetragen. In diesem wurde versucht, in 80 Minuten einen Gewinner auszuspielen. Stand es danach unentschieden, kam es zu einer zwanzigminütigen Verlängerung. War danach immer noch kein Sieger gefunden, wurde ein Wiederholungsspiel angesetzt.

## Vorrunde

### Staffel I
Spiele
| Datum                  |                                | Ergebnis |                                |
| ---------------------- | ------------------------------ | -------- | ------------------------------ |
| So 28. Mai, 14:00 Uhr  | BSG Lokomotive Waren-Rethwisch | 0:4      | TSC Oberschöneweide            |
| So 11. Juni, 14:00 Uhr | TSC Oberschöneweide            | 4:2      | BSG Lokomotive Waren-Rethwisch |

Abschlusstabelle
| Pl. | Mannschaft                     | Sp. | S | U | N | Tore    | Diff. | Punkte |
| --- | ------------------------------ | --- | - | - | - | ------- | ----- | ------ |
| 1.  | TSC Oberschöneweide            | 2   | 2 | 0 | 0 | 008:200 | +6    | 04:0   |
| 2.  | BSG Lokomotive Waren-Rethwisch | 2   | 0 | 0 | 2 | 002:800 | −6    | 0:40   |

### Staffel II
Spiele
| Datum                  |                     | Ergebnis |                     |
| ---------------------- | ------------------- | -------- | ------------------- |
| So 28. Mai, 14:00 Uhr  | SC Aufbau Magdeburg | 6:1      | TSG Fürstenwalde    |
| So 04. Juni, 14:00 Uhr | TSG Fürstenwalde    | :        | SC Aufbau Magdeburg |

Abschlusstabelle
| Pl. | Mannschaft          | Sp. | S | U | N | Tore    | Diff. | Punkte |
| --- | ------------------- | --- | - | - | - | ------- | ----- | ------ |
| 1.  | SC Aufbau Magdeburg | 0   | 0 | 0 | 0 | 000:000 | ±0    | 0:0    |
| 2.  | TSG Fürstenwalde    | 0   | 0 | 0 | 0 | 000:000 | ±0    | 0:0    |

### Staffel III
Spiele
| Datum                  |                       | Ergebnis |                       |
| ---------------------- | --------------------- | -------- | --------------------- |
| So 28. Mai, 14:00 Uhr  | SC Empor Rostock      | :        | BSG Aufbau Boizenburg |
| So 04. Juni, 14:00 Uhr | BSG Aufbau Boizenburg | :        | SC Empor Rostock      |

Abschlusstabelle
| Pl. | Mannschaft            | Sp. | S | U | N | Tore    | Diff. | Punkte |
| --- | --------------------- | --- | - | - | - | ------- | ----- | ------ |
| 1.  | SC Empor Rostock      | 0   | 0 | 0 | 0 | 000:000 | ±0    | 0:0    |
| 2.  | BSG Aufbau Boizenburg | 0   | 0 | 0 | 0 | 000:000 | ±0    | 0:0    |

### Staffel IV
Spiele
| Datum                  |                          | Ergebnis |                          |
| ---------------------- | ------------------------ | -------- | ------------------------ |
| So 28. Mai, 14:00 Uhr  | SC Motor Karl-Marx-Stadt | 12:00    | BSG Motor Oberlind       |
| So 04. Juni, 14:00 Uhr | BSG Motor Oberlind       | :        | SC Turbine Erfurt        |
| So 11. Juni, 14:00 Uhr | SC Turbine Erfurt        | :        | SC Motor Karl-Marx-Stadt |

Abschlusstabelle
| Pl. | Mannschaft               | Sp. | S | U | N | Tore    | Diff. | Punkte |
| --- | ------------------------ | --- | - | - | - | ------- | ----- | ------ |
| 1.  | SC Motor Karl-Marx-Stadt | 0   | 0 | 0 | 0 | 000:000 | ±0    | 0:0    |
| 2.  | SC Turbine Erfurt        | 0   | 0 | 0 | 0 | 000:000 | ±0    | 0:0    |
| 3.  | BSG Motor Oberlind       | 0   | 0 | 0 | 0 | 000:000 | ±0    | 0:0    |

### Staffel V
Spiele
| Datum                  |                     | Ergebnis |                     |
| ---------------------- | ------------------- | -------- | ------------------- |
| So 28. Mai, 14:00 Uhr  | SC Motor Jena       | 1:2      | SC Rotation Leipzig |
| So 04. Juni, 14:00 Uhr | SC Chemie Halle     | :        | SC Motor Jena       |
| So 11. Juni, 14:00 Uhr | SC Rotation Leipzig | 3:0      | SC Chemie Halle     |

Abschlusstabelle
| Pl. | Mannschaft          | Sp. | S | U | N | Tore    | Diff. | Punkte |
| --- | ------------------- | --- | - | - | - | ------- | ----- | ------ |
| 1.  | SC Rotation Leipzig | 2   | 2 | 0 | 0 | 005:100 | +4    | 04:0   |
| 2.  | SC Chemie Halle     | 0   | 0 | 0 | 0 | 000:000 | ±0    | 0:0    |
| 3.  | SC Motor Jena       | 0   | 0 | 0 | 0 | 000:000 | ±0    | 0:0    |

### Staffel VI
Spiele
| Datum                  |                                 | Ergebnis |                                 |
| ---------------------- | ------------------------------- | -------- | ------------------------------- |
| So 28. Mai, 14:00 Uhr  | SC Aktivist Brieske-Senftenberg | 1:3      | SG Dynamo Dresden               |
| So 04. Juni, 14:00 Uhr | SG Dynamo Dresden               | :        | BSG Motor Luckenwalde           |
| So 11. Juni, 14:00 Uhr | BSG Motor Luckenwalde           | 1:0      | SC Aktivist Brieske-Senftenberg |

Abschlusstabelle
| Pl. | Mannschaft                      | Sp. | S | U | N | Tore    | Diff. | Punkte |
| --- | ------------------------------- | --- | - | - | - | ------- | ----- | ------ |
| 1.  | SG Dynamo Dresden               | 0   | 0 | 0 | 0 | 000:000 | ±0    | 0:0    |
| 2.  | BSG Motor Luckenwalde           | 0   | 0 | 0 | 0 | 000:000 | ±0    | 0:0    |
| 3.  | SC Aktivist Brieske-Senftenberg | 2   | 0 | 0 | 2 | 001:400 | −3    | 0:40   |

## Zwischenrunde

### Staffel 1
Spiele
| Datum                  |                     | Ergebnis |                     |
| ---------------------- | ------------------- | -------- | ------------------- |
| So 18. Juni, 14:00 Uhr | SC Aufbau Magdeburg | 4:1      | SC Empor Rostock    |
| So 25. Juni, 14:00 Uhr | SC Empor Rostock    | 1:2      | TSC Oberschöneweide |
| So 02. Juli, 14:00 Uhr | TSC Oberschöneweide | 1:2      | SC Aufbau Magdeburg |

Abschlusstabelle
| Pl. | Mannschaft          | Sp. | S | U | N | Tore    | Diff. | Punkte |
| --- | ------------------- | --- | - | - | - | ------- | ----- | ------ |
| 1.  | SC Aufbau Magdeburg | 2   | 2 | 0 | 0 | 006:200 | +4    | 04:0   |
| 2.  | TSC Oberschöneweide | 2   | 1 | 0 | 1 | 003:300 | ±0    | 02:20  |
| 3.  | SC Empor Rostock    | 2   | 0 | 0 | 2 | 002:600 | −4    | 0:40   |

### Staffel 2
Spiele
| Datum                   |                          | Ergebnis |                          |
| ----------------------- | ------------------------ | -------- | ------------------------ |
| So 25. Juni, 14:00 Uhr  | SG Dynamo Dresden        | 0:1      | SC Rotation Leipzig      |
| Mi .28. Juni, 14:00 Uhr | SC Motor Karl-Marx-Stadt | :        | SG Dynamo Dresden        |
| So 02. Juli, 14:00 Uhr  | SC Rotation Leipzig      | 2:0      | SC Motor Karl-Marx-Stadt |

Abschlusstabelle
| Pl. | Mannschaft               | Sp. | S | U | N | Tore    | Diff. | Punkte |
| --- | ------------------------ | --- | - | - | - | ------- | ----- | ------ |
| 1.  | SC Rotation Leipzig      | 2   | 2 | 0 | 0 | 003:000 | +3    | 04:0   |
| 2.  | SC Motor Karl-Marx-Stadt | 0   | 0 | 0 | 0 | 000:000 | ±0    | 0:0    |
| 3.  | SG Dynamo Dresden        | 0   | 0 | 0 | 0 | 000:000 | ±0    | 0:0    |

## Finale
| Paarung             | SC Aufbau Magdeburg – SC Rotation Leipzig |
| Ergebnis            | 2:2 n. V. (2:2, 0:0) |
| Datum               | Samstag, 8. Juli 1961 um 17:00 Uhr |
| Stadion             | Stadion der Jugend, Löbau |
| Zuschauer           | 4.000 |
| Schiedsrichter      | Christian Schilde (Bautzen) |
| Tore                | 1:0 Dyrna (46.) 1:1 Brode (51.) 2:1 Müller (59.) 2:2 Dörl (66.) |
| SC Aufbau Magdeburg | Heinz Braun (64. Dieter Kallfaß) – Leck, Klaus-Peter Krabbe , Dieter Buchwald – Wolfgang Dyrna, Volker Jänicke – Jürgen Schneider, Hermann John, Horst Sarter, Dreyer, Klaus Müller Cheftrainer: Ernst Kümmel |
| SC Rotation Leipzig | Zupke – Köchel, Arno Bieniek, Helmuth Bauer – Hans-Jürgen Naumann, Gianfranco Zanirato – Brode, Klaus Lisiewicz, Eberhard Feldhäuser, Peter Loose, Hans Dörl Cheftrainer: Manfred Pfeifer                     |

Wiederholungsspiel
| Paarung             | SC Rotation Leipzig – SC Aufbau Magdeburg |
| Ergebnis            | 2:0 (0:0) |
| Datum               | Samstag, 15. Juli 1961 um 17:00 Uhr |
| Stadion             | Stadion des Friedens, Wittenberg |
| Zuschauer           | 3.000 |
| Schiedsrichter      | Werner Richter (Merseburg) |
| Tore                | 1:0 Zanirato (47., Foulstrafstoß) 2:0 Dörl (65.) |
| SC Rotation Leipzig | Zupke – Köchel, Arno Bieniek, Helmuth Bauer – Hans-Jürgen Naumann, Gianfranco Zanirato – Brode, Klaus Lisiewicz, Eberhard Feldhäuser, Peter Loose, Hans Dörl Cheftrainer: Manfred Pfeifer                             |
| SC Aufbau Magdeburg | Dieter Kallfaß – Leck, Klaus-Peter Krabbe , Dieter Buchwald (71. Hans-Joachim Dreher) – Wolfgang Dyrna, Volker Jänicke – Jürgen Schneider, Hermann John, Horst Sarter, Dreyer, Klaus Müller Cheftrainer: Ernst Kümmel |